# Seznam britanskih brigad druge svetovne vojne
Seznam britanskih brigad druge svetovne vojne.

## Oklepne
- 1. oklepna brigada (Združeno kraljestvo)
- 2. oklepna brigada (Združeno kraljestvo)
- 3. oklepna brigada (Združeno kraljestvo)
- 4. oklepna brigada (Združeno kraljestvo)
- 7. oklepna brigada (Združeno kraljestvo)
- 5. gardna oklepna brigada (Združeno kraljestvo)
- 6. gardna oklepna brigada (Združeno kraljestvo)
- 8. oklepna brigada (Združeno kraljestvo)
- 9. oklepna brigada (Združeno kraljestvo)
- 10. oklepna brigada (Združeno kraljestvo)
- 11. oklepna brigada (Združeno kraljestvo)
- 20. oklepna brigada (Združeno kraljestvo)
- 21. oklepna brigada (Združeno kraljestvo)
- 22. oklepna brigada (Združeno kraljestvo)
- 23. oklepna brigada (Združeno kraljestvo)
- 24. oklepna brigada (Združeno kraljestvo)
- 26. oklepna brigada (Združeno kraljestvo)
- 27. oklepna brigada (Združeno kraljestvo)
- 28. oklepna brigada (Združeno kraljestvo)
- 29. oklepna brigada (Združeno kraljestvo)
- 30. oklepna brigada (Združeno kraljestvo)
- 32. oklepna brigada (Združeno kraljestvo)
- 33. oklepna brigada (Združeno kraljestvo)
- 34. oklepna brigada (Združeno kraljestvo)
- 35. oklepna brigada (Združeno kraljestvo)
- 74. oklepna brigada (Združeno kraljestvo)
- 87. oklepna brigada (Združeno kraljestvo)
- 137. oklepna brigada (Združeno kraljestvo)
- 1. oklepna izvidniška brigada (Združeno kraljestvo)
- 2. oklepna izvidniška brigada (Združeno kraljestvo)
- 1. jurišna brigada Kraljevih inženircev
- 25. oklepna inženirska brigada Kraljevih inženircev

## Konjeniške
- 4. konjeniška brigada (Združeno kraljestvo)
- 5. konjeniška brigada (Združeno kraljestvo)
- 6. konjeniška brigada (Združeno kraljestvo)

## Oklepnebrigade kopenske vojske
- 1. oklepna brigada kopenske vojske (Združeno kraljestvo)
- 10. oklepna brigada kopenske vojske (Združeno kraljestvo)
- 11. oklepna brigada kopenske vojske (Združeno kraljestvo)
- 21. oklepna brigada kopenske vojske (Združeno kraljestvo)
- 23. oklepna brigada kopenske vojske (Združeno kraljestvo)
- 24. oklepna brigada kopenske vojske (Združeno kraljestvo)
- 25. oklepna brigada kopenske vojske (Združeno kraljestvo)
- 31. oklepna brigada kopenske vojske (Združeno kraljestvo)
- 32. oklepna brigada kopenske vojske (Združeno kraljestvo)
- 33. oklepna brigada kopenske vojske (Združeno kraljestvo)
- 34. oklepna brigada kopenske vojske (Združeno kraljestvo)
- 35. oklepna brigada kopenske vojske (Združeno kraljestvo)
- 36. oklepna brigada kopenske vojske (Združeno kraljestvo)

## Motorizirane
- 1. motorizirana brigada (Združeno kraljestvo)
- 2. motorizirana brigada (Združeno kraljestvo)
- 3. motorizirana brigada (Združeno kraljestvo)

## Podporne skupineoklepnih divizij
- Gardna podporna skupina (Združeno kraljestvo)
- 1. podporna skupina (Združeno kraljestvo)
- 2. podporna skupina (Združeno kraljestvo)
- 6. podporna skupina (Združeno kraljestvo)
- 7. podporna skupina (Združeno kraljestvo)
- 8. podporna skupina (Združeno kraljestvo)
- 9. podporna skupina (Združeno kraljestvo)
- 11. podporna skupina (Združeno kraljestvo)
- 42. podporna skupina (Združeno kraljestvo)

## Pehotne
- 1. pehotna brigada (gardna)
- 1. londonska pehotna brigada (Združeno kraljestvo)
- 2. pehotna brigada (Združeno kraljestvo)
- 2. londonska pehotna brigada (Združeno kraljestvo)
- 3. pehotna brigada (Združeno kraljestvo)
- 3. londonska pehotna brigada (Združeno kraljestvo)
- 4. pehotna brigada (Združeno kraljestvo)
- 4. londonska pehotna brigada (Združeno kraljestvo)
- 5. gardna brigada (Združeno kraljestvo)
- 5. pehotna brigada (Združeno kraljestvo)
- 5. londonska pehotna brigada (Združeno kraljestvo)
- 6. gardna brigada (Združeno kraljestvo)
- 6. pehotna brigada (Združeno kraljestvo)
- 7. pehotna brigada (gardna)
- 7. motorizirana brigada (Združeno kraljestvo)
- 8. pehotna brigada (Združeno kraljestvo)
- 9. pehotna brigada (Združeno kraljestvo)
- 10. pehotna brigada (Združeno kraljestvo)
- 11. pehotna brigada (Združeno kraljestvo)
- 12. pehotna brigada (Združeno kraljestvo)
- 13. pehotna brigada (Združeno kraljestvo)
- 14. pehotna brigada (Združeno kraljestvo)
- 15. pehotna brigada (Združeno kraljestvo)
- 16. pehotna brigada (Združeno kraljestvo)
- 17. pehotna brigada (Združeno kraljestvo)
- 18. pehotna brigada (Združeno kraljestvo)
- 20. samostojna pehotna brigada (gardna)
- 21. pehotna brigada (Združeno kraljestvo)
- 22. pehotna brigada (Združeno kraljestvo)
- 22. gardna brigada (Združeno kraljestvo)
- 23. pehotna brigada (Združeno kraljestvo)
- 24. pehotna brigada (gardna)
- 25. pehotna brigada (Združeno kraljestvo)
- 26. pehotna brigada (Združeno kraljestvo)
- 27. pehotna brigada (Združeno kraljestvo)
- 28. pehotna brigada (Združeno kraljestvo)
- 29. pehotna brigada (Združeno kraljestvo)
- 30. pehotna brigada (Združeno kraljestvo)
- 31. samostojna brigadna skupina (Združeno kraljestvo)
- 32. pehotna brigada (gardna)
- 33. samostojna pehotna brigada (gardna)
- 35. pehotna brigada (Združeno kraljestvo)
- 36. pehotna brigada (Združeno kraljestvo)
- 37. pehotna brigada (Združeno kraljestvo)
- 42. pehotna brigada (Združeno kraljestvo)
- 43. pehotna brigada (Združeno kraljestvo)
- 44. pehotna brigada (Združeno kraljestvo)
- 45. pehotna brigada (Združeno kraljestvo)
- 46. pehotna brigada (Združeno kraljestvo)
- 52. pehotna brigada (Združeno kraljestvo)
- 53. pehotna brigada (Združeno kraljestvo)
- 54. pehotna brigada (Združeno kraljestvo)
- 55. pehotna brigada (Združeno kraljestvo)
- 56. pehotna brigada (Združeno kraljestvo)
- 61. pehotna brigada (Združeno kraljestvo)
- 66. pehotna brigada (Združeno kraljestvo)
- 69. pehotna brigada (Združeno kraljestvo)
- 70. pehotna brigada (Združeno kraljestvo)
- 71. pehotna brigada (Združeno kraljestvo)
- 72. samostojna pehotna brigada (Združeno kraljestvo)
- 73. samostojna pehotna brigada (Združeno kraljestvo)
- 113. pehotna brigada (Združeno kraljestvo)
- 114. pehotna brigada (Združeno kraljestvo)
- 115. pehotna brigada (Združeno kraljestvo)
- 116. pehotna brigada Kraljevih marincev
- 117. pehotna brigada Kraljevih marincev
- 119. pehotna brigada (Združeno kraljestvo)
- 120. pehotna brigada (Združeno kraljestvo)
- 121. pehotna brigada (Združeno kraljestvo)
- 125. pehotna brigada (Združeno kraljestvo)
- 126. pehotna brigada (Združeno kraljestvo)
- 127. pehotna brigada (Združeno kraljestvo)
- 128. pehotna brigada (Združeno kraljestvo)
- 129. pehotna brigada (Združeno kraljestvo)
- 130. pehotna brigada (Združeno kraljestvo)
- 131. pehotna brigada (Združeno kraljestvo)
- 132. pehotna brigada (Združeno kraljestvo)
- 133. pehotna brigada (Združeno kraljestvo)
- 134. pehotna brigada (Združeno kraljestvo)
- 135. pehotna brigada (Združeno kraljestvo)
- 136. pehotna brigada (Združeno kraljestvo)
- 137. pehotna brigada (Združeno kraljestvo)
- 138. pehotna brigada (Združeno kraljestvo)
- 139. pehotna brigada (Združeno kraljestvo)
- 140. (londonska) pehotna brigada (Združeno kraljestvo)
- 140. pehotna brigada (Združeno kraljestvo)
- 141. (londonska). pehotna brigada (Združeno kraljestvo)
- 143. pehotna brigada (Združeno kraljestvo)
- 144. pehotna brigada (Združeno kraljestvo)
- 145. pehotna brigada (Združeno kraljestvo)
- 147. pehotna brigada (Združeno kraljestvo)
- 148. pehotna brigada (Združeno kraljestvo)
- 150. pehotna brigada (Združeno kraljestvo)
- 151. pehotna brigada (Združeno kraljestvo)
- 152. pehotna brigada (Združeno kraljestvo)
- 153. pehotna brigada (Združeno kraljestvo)
- 154. pehotna brigada (Združeno kraljestvo)
- 155. pehotna brigada (Združeno kraljestvo)
- 156. pehotna brigada (Združeno kraljestvo)
- 157. pehotna brigada (Združeno kraljestvo)
- 158. pehotna brigada (Združeno kraljestvo)
- 159. pehotna brigada (Združeno kraljestvo)
- 160. pehotna brigada (Združeno kraljestvo)
- 161. pehotna brigada (Združeno kraljestvo)
- 162. pehotna brigada (Združeno kraljestvo)
- 163. pehotna brigada (Združeno kraljestvo)
- 164. pehotna brigada (Združeno kraljestvo)
- 165. pehotna brigada (Združeno kraljestvo)
- 166. pehotna brigada (Združeno kraljestvo)
- 167. (londonska) pehotna brigada (Združeno kraljestvo)
- 168. (londonska) pehotna brigada (Združeno kraljestvo)
- 169. (londonska) pehotna brigada (Združeno kraljestvo)
- 170. pehotna brigada (Združeno kraljestvo)
- 171. pehotna brigada (Združeno kraljestvo)
- 172. pehotna brigada (Združeno kraljestvo)
- 176. pehotna brigada (Združeno kraljestvo)
- 177. pehotna brigada (Združeno kraljestvo)
- 182. pehotna brigada (Združeno kraljestvo)
- 183. pehotna brigada (Združeno kraljestvo)
- 184. pehotna brigada (Združeno kraljestvo)
- 185. pehotna brigada (Združeno kraljestvo)
- 197. pehotna brigada (Združeno kraljestvo)
- 198. pehotna brigada (Združeno kraljestvo)
- 199. pehotna brigada (Združeno kraljestvo)
- 200. gardna brigada (Združeno kraljestvo)
- 201. gardna motorizirana brigada (Združeno kraljestvo)
- 201. samostojna pehotna brigada (domača)
- 202. samostojna pehotna brigada (domača)
- 203. samostojna pehotna brigada (domača)
- 204. samostojna pehotna brigada (domača)
- 205. samostojna pehotna brigada (domača)
- 206. samostojna pehotna brigada (domača)
- 207. samostojna pehotna brigada (domača)
- 208. samostojna pehotna brigada (domača)
- 209. samostojna pehotna brigada (domača)
- 210. samostojna pehotna brigada (domača)
- 211. samostojna pehotna brigada (domača)
- 212. samostojna pehotna brigada (domača)
- 213. samostojna pehotna brigada (domača)
- 214. samostojna pehotna brigada (domača)
- 215. samostojna pehotna brigada (domača)
- 216. samostojna pehotna brigada (domača)
- 217. samostojna pehotna brigada (domača)
- 218. samostojna pehotna brigada (domača)
- 219. samostojna pehotna brigada (domača)
- 220. samostojna pehotna brigada (domača)
- 221. samostojna pehotna brigada (domača)
- 222. samostojna pehotna brigada (domača)
- 223. samostojna pehotna brigada (domača)
- 224. samostojna pehotna brigada (domača)
- 225. samostojna pehotna brigada (domača)
- 226. samostojna pehotna brigada (domača)
- 227. samostojna pehotna brigada (domača)
- 228. samostojna pehotna brigada (domača)
- 231. pehotna brigada (Združeno kraljestvo)
- 232. pehotna brigada (Združeno kraljestvo)
- 233. pehotna brigada (Združeno kraljestvo)
- 234. pehotna brigada (Združeno kraljestvo)
- 301. pehotna brigada (Združeno kraljestvo)
- 302. pehotna brigada (Združeno kraljestvo)
- 303. pehotna brigada (Združeno kraljestvo)
- 304. pehotna brigada (Združeno kraljestvo)
- 305. pehotna brigada (Združeno kraljestvo)
- 306. pehotna brigada (Združeno kraljestvo)
- 307. pehotna brigada (Združeno kraljestvo)
- 308. pehotna brigada (Združeno kraljestvo)

## Padalskeinzračnopristajalne
- 1. padalska brigada (Združeno kraljestvo)
- 2. padalska brigada (Združeno kraljestvo)
- 3. padalska brigada (Združeno kraljestvo)
- 4. padalska brigada (Združeno kraljestvo)
- 5. padalska brigada (Združeno kraljestvo)
- 1. zračnopristajalna brigada (Združeno kraljestvo)
- 6. zračnopristajalna brigada (Združeno kraljestvo)
- 14. zračnopristajalna brigada (Združeno kraljestvo)

## Kolonialne
- 21. (vzhodnoafriška) pehotna brigada (Združeno kraljestvo)
- 22. (vzhodnoafriška) pehotna brigada (Združeno kraljestvo)
- 25. (vzhodnoafriška) pehotna brigada (Združeno kraljestvo)
- 26. (vzhodnoafriška) pehotna brigada (Združeno kraljestvo)
- 27. (severnorodezijska) pehotna brigada (Združeno kraljestvo)
- 28. (vzhodnoafriška) pehotna brigada (Združeno kraljestvo)
- 30. (vzhodnoafriška) pehotna brigada (Združeno kraljestvo)
- 31. (vzhodnoafriška) pehotna brigada (Združeno kraljestvo)
- 1. (zahodnoafriška) pehotna brigada (Združeno kraljestvo)
- 2. (zahodnoafriška) pehotna brigada (Združeno kraljestvo)
- 3. (zahodnoafriška) pehotna brigada (Združeno kraljestvo)
- 4. (zahodnoafriška) pehotna brigada (Združeno kraljestvo)
- 5. (zahodnoafriška) pehotna brigada (Združeno kraljestvo)
- 6. (zahodnoafriška) pehotna brigada (Združeno kraljestvo)
- 7. (zahodnoafriška) pehotna brigada (Združeno kraljestvo)
- 1. brigada sudanskih obrambnih sil (Združeno kraljestvo)
- 2. brigada sudanskih obrambnih sil (Združeno kraljestvo)
- 1. gibraltarska brigada (Združeno kraljestvo)
- 2. gibraltarska brigada (Združeno kraljestvo)
- 1. malajska pehotna brigada (Združeno kraljestvo)
- 2. malajska pehotna brigada (Združeno kraljestvo)
- Hongkongška pehotna brigada (Združeno kraljestvo)
- Kovlonska pehotna brigada (Združeno kraljestvo)

## Judovska
- Judovska pehotna brigadna skupina (Združeno kraljestvo)

## SAS/Komandoške
- 1. brigada specialnih služb (Združeno kraljestvo)
- 2. brigada specialnih služb (Združeno kraljestvo)
- 3. brigada specialnih služb (Združeno kraljestvo)
- 4. brigada specialnih služb (Združeno kraljestvo)

## Jadranskebrigade
- Brigada Vis (Združeno kraljestvo)
- Jadranska brigada (Združeno kraljestvo)